# Frederick Taylor (hockey sur glace)
Pour les articles homonymes, voir Taylor.
Temple de la renommée : 1947
Frederick Wellington Taylor plus connu sous le pseudonyme de Cyclone Taylor, OBE, (23 juin 1884 – 9 juin 1979) est un joueur de hockey sur glace,. Il évolue au début du XXe siècle et est une des premières vedettes du monde du hockey. Il évolue dans plusieurs ligues avant les débuts de la Ligue nationale de hockey, remportant à plusieurs reprises des titres de meilleur buteur. Il remporte également la Coupe Stanley à deux occasions, en 1909 avec les Sénateurs d'Ottawa puis en 1915 avec les Millionnaires de Vancouver. Il est un des premiers membres du temple de la renommée du hockey en y étant admis en 1947.

## Biographie

### Son enfance et ses débuts au hockey
Frederick Wellington naît en 1884 dans la ville de Tara en Ontario près du lac Huron. Il est le deuxième fils de Archie et Mary Taylor, dans une famille de cinq enfants. Son père est le fils d'un immigrant écossais et gagne sa vie en étant vendeur de charrue itinérant ; sa mère est femme au foyer et s'occupe de l'éducation des enfants. À cinq ans, il admire le barbier de la ville, Jack Riggs âgé de 21 ans, patiner sur la rivière Sauble. Ce dernier, qui est alors le champion local de patinage de vitesse, se prend d'affection pour le jeune Taylor et lui offre sa première paire de patins pour son sixième anniversaire.
Cette même année, toute la famille Taylor quitte Tara pour rejoindre Listowel, à quatre-vingt kilomètres plus au Sud. C'est dans cette ville que Frederick Taylor s'essaie à plusieurs sports : le hockey mais également lacrosse et le football. Il a pour habitude de jouer avec ses copains sur une petite mare derrière la porcherie du village. Il devient rapidement la vedette locale de l'équipe des Mentals de Listowell. Au cours de la saison 1904-05, il désire rejoindre l'équipe de Thessalon mais tout le monde ne partage pas cet avis. En effet, le secrétaire de l'Association de hockey de l'Ontario, William Hewitt, refuse le transfert du joueur car il souhaite que Taylor évolue avec son équipe des Marlboros de Toronto à une époque où le hockey n'est pas professionnel. Le jeune Taylor travaille dans la manufacture locale de piano Morris et ne peut pas se permettre d'accepter de laisser sa famille avec un salaire en moins pour vivre – il touche alors 20 dollars auxquels il faut ajouter les 75 dollars de son père. Furieux et vexé qu'un jeune lui tourne le dos, Hewitt suspend Taylor du hockey de l'Ontario pour une saison et annonce alors qu'il n'hésitera pas à exclure de la fédération de hockey amateur de l'Ontario toute équipe qui ferait jouer le jeune Taylor.

### Dans la LIH puis l'ECAHA, les débuts professionnels

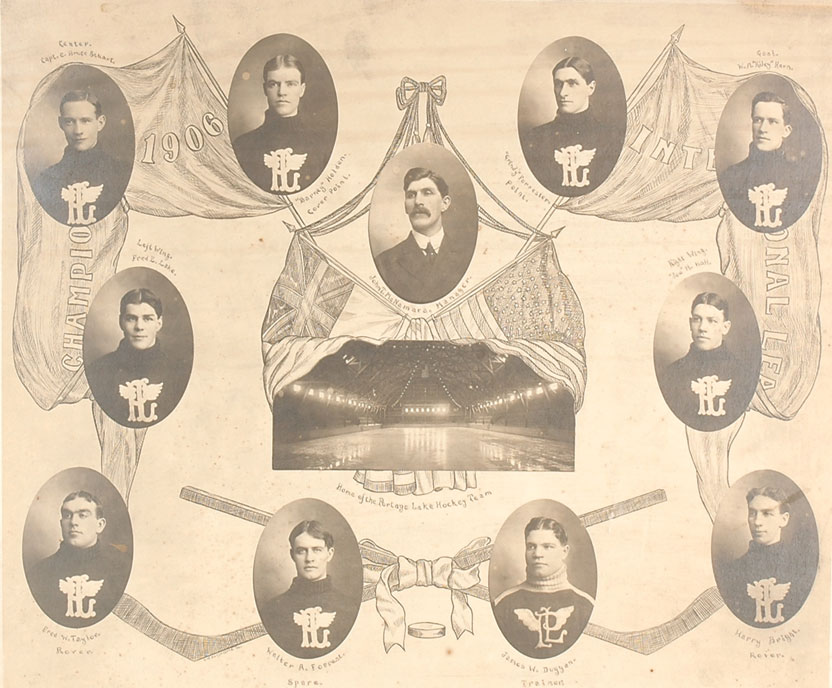
L'équipe des Portage Lakes Hockey Club est sacrée championne de sa compétition en 1906. Taylor est en bas à gauche du montage.

Taylor décide pour autant de ne pas se laisser faire et quitte l'Ontario pour rejoindre la ligue sénior du Manitoba et l'équipe de Portage la Prairie. Il se met en avant en inscrivant deux buts lors de la première date du calendrier puis lors du quatrième match, il en marque trois de plus contre l'équipe des Thistles de Rat Portage. Tom Phillips et Si Griffis, deux vedettes de l'équipe des Thistles, sont envoyés pour discuter avec Taylor après la rencontre et lui proposer de les rejoindre pour jouer la finale de la Coupe Stanley contre les Wanderers de Montréal. Taylor est à deux doigts d'accepter mais il reçoit un coup de téléphone de John McNaughton, shérif de Houghton Count dans le Michigan. McNaughton est le patron de l'équipe de hockey locale et lui propose un contrat de 400 dollars plus les frais de déplacement pour rejoindre son équipe. Finalement, Taylor accepte l'offre de McNaughton et rejoint les rangs de la Ligue internationale de hockey et le Portage Lakes Hockey Club. Il rejoint le club pour les six dernières rencontres du calendrier et ne déçoit pas McNaughton en inscrivant un total de onze buts. Menée par Joe Hall, l'équipe termine à la première place du championnat et Taylor est nommé dans l'équipe d'étoiles de la ligue. Il joue une deuxième saison dans la ligue que remporte une nouvelle fois son équipe. À titre personnel, Taylor inscrit quatorze buts en vingt-trois matchs. À la fin de cette saison, plusieurs équipes, dont celle de Taylor, ne veulent plus continuer l'aventure. En effet, une récession sévit aux États-Unis et le cours du cuivre s'effondre diminuant les capacités financières des clubs et mettant fin à la ligue.
En 1907, Taylor n'a d'autres choix que de revenir au Canada pour continuer à jouer. Il se joint alors aux « Silver Seven » d'Ottawa dans l’Eastern Canada Amateur Hockey Association, équipe dont Frank McGee est la vedette depuis le début du siècle. Il est engagé par l'équipe de l'Ontario pour un salaire important mais également avec un poste dans la fonction publique, au département de l'intérieur. Alors qu'il joue un match à Ottawa et inscrit quatre buts, Albert Grey le Gouverneur général du Canada le compare à un  « Cyclone » en raison de sa rapidité de patinage. Malcolm Brice, le journaliste couvrant le match en question, publie alors un article dans lequel il fait état de ce nouveau surnom pour le joueur ontarien. Lors de la saison 1907-08, il est payé 500 dollars pour dix matchs. Après une rencontre jouée à Ottawa, il fait la connaissance de Thirza Cook qui est secrétaire pour le gouvernement et lui propose d'aller patiner ensemble. Quand il raccompagne la jeune femme chez elle, il se heurte à sa mère qui ne veut pas que sa fille fréquente un joueur de hockey, qui plus est le fils d'un vendeur de charrue. Voulant prouver sa valeur, il fait le serment de gagner 10 000 dollars avant de demander la main de Thirza. Il fait partie de l'équipe qui remporte en 1909 le championnat de l'ECAHA. Le 3 mars 1909, il aide son équipe à remporter une nouvelle Coupe Stanley, sa première personnelle, en inscrivant un tour du chapeau lors de la victoire 8-3 contre les Wanderers de Montréal.

### Dans l'ANH, avec Renfrew

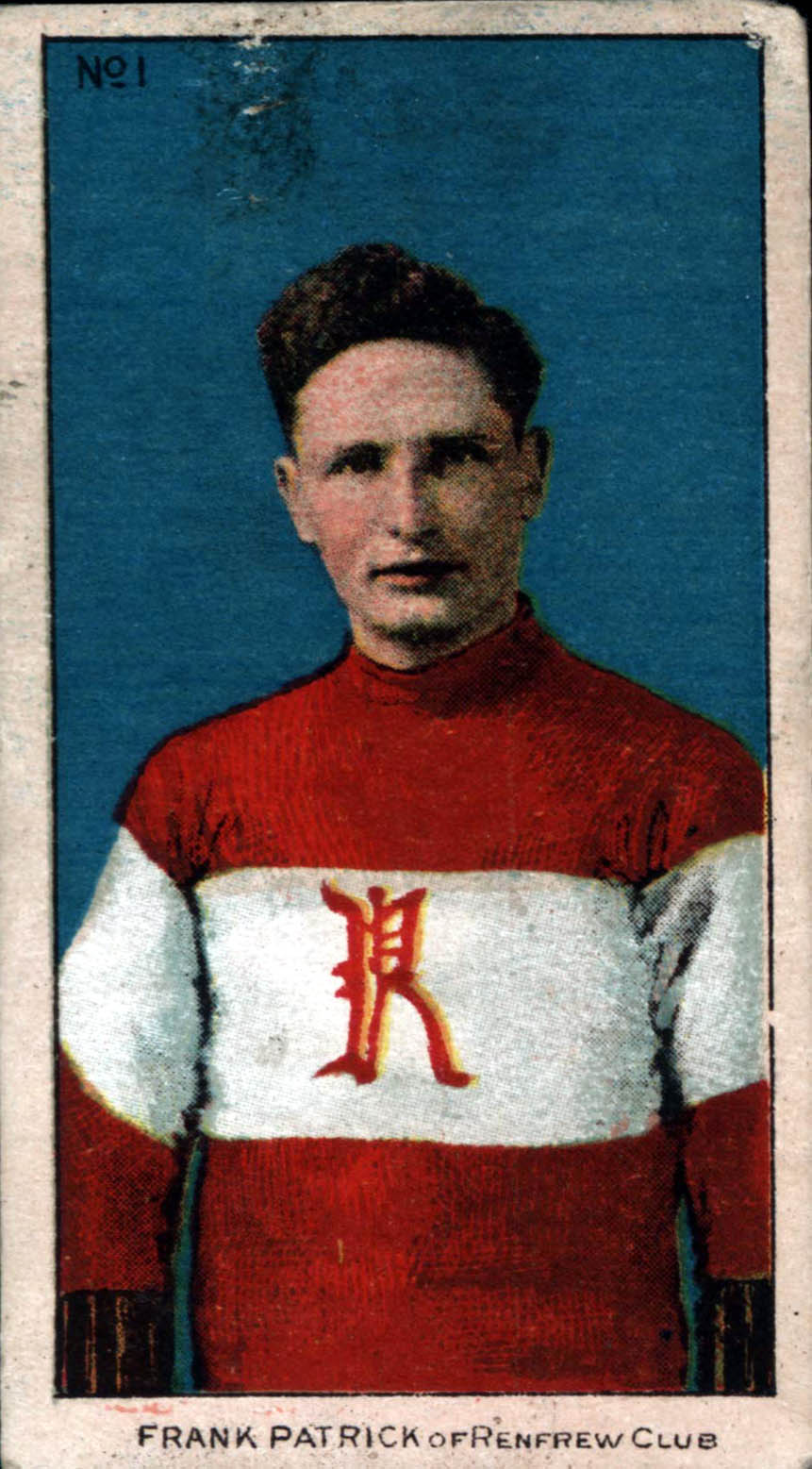
Frank Patrick nouveau coéquipier de Taylor en 1910.

En décembre 1909, il est annoncé que Taylor ne s'entend plus avec la direction du club et quelque temps après, les Renfrew Creamery Kings de la nouvelle Association nationale de hockey affirment lui avoir fait signer un contrat. Une semaine plus tard, Taylor contredit l'annonce et déclare qu'il a décidé de rester à Ottawa. Il faut encore attendre une semaine pour que Taylor annonce avoir changé une nouvelle d'avis et avoir signé un contrat de 5 250 dollars pour une saison d'une douzaine de matchs. Il est alors le joueur le mieux payé de toute la ligue et même le sportif canadien le mieux payé – sa paye étant supérieure à celle du premier ministre Canadien qui touche alors 2 500 dollars par année.
Le club de Renfrew compte, au cours de cette saison, pas moins de quatre futurs membres du temple de la renommée : Édouard « Newsy » Lalonde, les frères Lester et Frank Patrick et Taylor. L'équipe des Creamery Kings est alors surnommée l'équipe des « Millionnaires », les frères Patrick touchant également 5 000 dollars chacun. Malgré tout, les joueurs des Millionnaires ne parviennent à finir la saison qu'à la troisième place du classement. L'équipe est victime des hauts salaires de ses joueurs et seul Taylor reste dans l'équipe pour la saison 1910-11, les frères Patrick préparant la fondation d'une nouvelle ligue et Lalonde signant avec les Canadiens de Montréal. L'équipe termine une nouvelle fois la saison à la troisième place. Taylor inscrit vingt-et-un buts en deux saisons avant que l'équipe ne dépose le bilan. Ne parvenant pas à s'entendre avec une autre équipe de l'ANH, il change alors de ligue.
En 1911, le contrat de Taylor est racheté par Sam Lichtenhein, propriétaire des Wanderers de Montréal. Lichtenhein souhaite alors augmenter le niveau de son équipe en y ajoutant le « Cyclone » mais ce dernier affirme qu'il préfèrerait prendre sa retraite plutôt que de rejoindre les Wanderers. Il ne joue qu'un seul match au cours de cette saison : le 24 janvier 1912, il porte les couleurs d'Ottawa pour jouer contre les Wanderers. Son jeu n'est pas à la hauteur de sa réputation et il n'est aligné que pour une période alors que les siens sont menés 2-0. Finalement Ottawa remporte la rencontre 6-2 mais Montréal fait appel du score. Le match est annulé et Taylor doit payer une amende de 100 dollars.

### Dans la PCHA, avec les Millionnaires
Dans le même temps, les frères Patrick ont créé leur ligue depuis une saison déjà, l'Association de hockey de la Côte du Pacifique, et ils décident de recruter les meilleurs éléments de l'ANH pour jouer dans l'ouest canadien. Ils commencent par engager Lalonde et Didier Pitre mais ont plus de mal à convaincre le Cyclone de les rejoindre. Il leur faut un an pour mener à bien les négociations. Taylor se déplace tout de même en 1912 dans l'Ouest pour jouer un match avec la sélection des vedettes de l'Est en mars. Trois matchs sont prévus au calendrier et les meilleurs joueurs de la PCHA remportent les deux premiers auxquels Taylor ne participe pas. Il joue la troisième rencontre et lors de la troisième période inscrit deux buts pour donner la victoire 5-3 aux siens. Finalement, Taylor accepte l'offre des Patrick après que leur père, Joe Patrick, ait joué de ses relations pour obtenir la mutation du poste de Taylor à Vancouver. Il rejoint alors l'équipe des Millionnaires de Vancouver où Frank Patrick a décidé d'occuper trois postes : joueur, entraîneur et dirigeant, et dont Lalonde a fini meilleur buteur de la première saison.

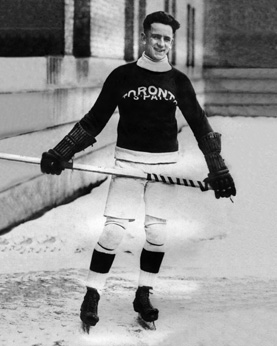
En 1918, Corbett Denneny gâche la très bonne saison de Taylor – 32 buts en saison régulière et 9 de plus en séries éliminatoires – en offrant la Coupe Stanley aux Arenas de Toronto.

Cyclone Taylor quitte donc l'est canadien pour rejoindre la côte Pacifique pour la deuxième saison de la ligue. Il arrive au sein de l'équipe alors que Lalonde fait le chemin inverse en revenant avec les Canadiens de Montréal. Pour cette saison 1912-13, Taylor termine troisième buteur de l'équipe derrière Carl Kendall et Patrick qui totalisent respectivement seize et quinze buts chacun contre quatorze pour Taylor. En 1915, il joue avec les Millionnaires contre son ancienne équipe d'Ottawa. Il s'agit de la première fois qu'un accord est trouvé entre la PCHA et l'ANH pour jouer une finale pour la Coupe Stanley, sous un format au meilleur des cinq matchs avec une alternance des règles des deux ligues. L'ensemble des matchs est joué dans la patinoire de Vancouver, la Denman Arena. L'équipe de Taylor ne laisse aucune chance aux joueurs de l'Est avec trois victoires en trois rencontres : 6-2, 8-3 et 12-3. À titre personnel, le « Cyclone » se distingue en inscrivant six buts des siens et son coéquipier, Frank Nighbor, en inscrit cinq autres. C'est alors la première fois qu'une équipe située autant à l'ouest du Canada remporte la Coupe. Après six ans d'attente, Taylor parvient à réunir les 10 000 dollars qu'il avait promis de rassembler et épouse enfin Thirza Cook.
Les Millionnaires accèdent une nouvelle fois à la finale de la Coupe Stanley en 1918 après avoir laissé la première place aux Metropolitans de Seattle. Au cours de cette saison 1917-18, Taylor inscrit trente-deux buts en dix-huit matchs, le plus haut total de la PCHA. Habituellement, la saison des Millionnaires se serait arrêtée lors de la dernière date du calendrier mais pour la première fois de son histoire la PCHA décide de faire jouer une finale pour déterminer quelle équipe disputera la finale de la Coupe Stanley. L'équipe de Vancouver se qualifie pour la finale en deux matchs et retrouve alors le finaliste de la ligue de l'Est. Celle-ci a changé et se nomme désormais la Ligue nationale de hockey qui joue sa première saison. Les Arenas de Toronto remportent la deuxième moitié du championnat puis la finale de la LNH contre les Canadiens de Montréal.
En raison de divergences de règlements entre les deux ligues, un système d'alternance est à nouveau mis en place. Les parties sont jouées une fois avec les règles de la LNH et une autre fois avec celles de l'AHCP. Les équipes remportent tous les parties jouées sous les règles de leur ligue respective. Malgré Taylor qui inscrit neuf buts, Toronto remporte la série trois matchs à deux et gagne la première Coupe Stanley de son histoire grâce à un but de Corbett Denneny lors du dernier match.
Lors de la saison suivante, les Millionnaires finissent à la première place avec une victoire de plus que leur concurrent direct, les Metropolitans de Seattle. En vingt matchs, Taylor inscrit vingt-trois buts et se classe meilleur buteur de la ligue. La finale de la PCHA oppose donc pour une deuxième année les mêmes équipes mais le schéma de la saison passée se répète : le dauphin bat le champion en deux matchs. Chaque équipe remporte une rencontre mais au total de buts, ce sont les Metropolitans qui se qualifient pour la finale avec une victoire 6-1 et une défaite 1-4. Les Metropolitans de Seattle affrontent en finale les Canadiens de Montréal champions 1919 de la LNH. Après cinq parties, la série est à égalité 2-2 avec un match nul. La sixième rencontre est prévue pour le 1er avril 1919 mais la pandémie de grippe espagnole force l'annulation de la série car plusieurs joueurs sont affectés. Quatre jours plus tard, un joueur des Canadiens, Joe Hall, meurt de cette épidémie.
En 1919-20, Taylor ne joue qu'une dizaine de matchs du calendrier pour six buts alors que son équipe termine à la deuxième place du classement. En finale de la PCHA, Taylor ne joue qu'un match et ne marque pas de but, Seattle accédant une nouvelle fois à la finale de la Coupe Stanley. La saison suivante n'est pas meilleure pour Taylor qui ne joue que six matchs pour cinq buts lors de la saison régulière. Son équipe se qualifie pour la finale de la PCHA contre les inévitables Metropolitans puis pour la finale de la Coupe Stanley contre les Sénateurs d'Ottawa. Taylor ne joue que trois de ces rencontres, ne marque pas de but et surtout ne parvient plus à dominer ses adversaires comme par le passé. Les Millionnaires perdent trois matchs à deux et Taylor met fin à sa carrière professionnelle. Deux ans plus tard, il joue une dernière rencontre dans l'effectif de l'équipe de Vancouver, devenue désormais les Maroons, sans inscrire de but. Avec 263 points inscrits en 135 parties disputées, il est le meilleur pointeur de l'histoire de la PCHA.

## Carrière en dehors du hockey
En octobre 1907, quand Taylor devient un joueur des Sénateurs, il rejoint le département de l'intérieur et plus précisément une division responsable de l'immigration au Canada. Il obtient sa mutation en 1912 quand il change d'équipe mais reste dans le même secteur d'activités. Il est impliqué dans une décision importante qui a lieu en 1914. 376 immigrants de l'Inde mais tous citoyens du Commonwealth arrivent au large de Vancouver sur le SS Komagata Maru. Fred Taylor est le premier officier canadien qui rencontre le bateau, bloqué avant qu'il ne s'amarre dans le port.
Par la suite Taylor devient commissaire de l'immigration pour la Colombie-Britannique et le Yukon, poste qu'il conserve jusqu'au jour de sa retraite en 1950. Quelques années avant celle-ci, il est reconnu membre de l'Ordre de l'Empire britannique pour son implication depuis quarante ans dans la communauté. À la suite de sa retraite, il rejoint le Parti conservateur de la Colombie-Britannique et se présente deux fois pour représenter le parti en 1952 et 1953. Les deux années, il finit quatrième candidats sur six.
En parallèle, il reste impliqué dans le monde du hockey en étant président de la Pacific Coast Hockey League entre 1936 et 1941. En 1947, il est admis au Temple de la renommée du hockey. À partir de 1954, il devient directeur de la British Columbia Hockey Benevolent Society. En 1966, il est admis au temple de la renommée du sport de Colombie-Britannique, le British Columbia Sports Hall of Fame.
Taylor se casse la hanche en 1978 et sa santé décline. En juin 1979, il meurt dans son sommeil quelques semaines avant son quatre-vingt-quinzième anniversaire. Les Canucks de Vancouver, nouvelle franchise de hockey de la ville depuis 1970, honorent la mémoire de la légende en nommant le trophée du meilleur joueur de la saison Cyclone Taylor Trophy.

## Vie privée
Après avoir fait la rencontre de Thirza Cook en 1908, il l'épouse six ans plus tard et ont ensemble deux enfants : Fred Taylor Jr. et Joan Franklin. Fred Taylor Jr. fonde en 1957 « Cyclone Taylor Sports », magasin spécialisé en matériel de hockey et de crosse. Le magasin existe toujours au début du XXIe siècle, il est tenu par Fred Taylor Jr. ainsi que son fils et sa fille.
Thirza Taylor meurt d'une crise cardiaque en 1963 puis, en 1976, la fille du Cyclone meurt également. Le petit-fils de Fred Taylor, Mark Taylor connaît une carrière de joueur professionnel au cours des années 1980. Il joue pendant cinq saisons dans la LNH en passant par les équipes des Flyers de Philadelphie, des Penguins de Pittsburgh et des Capitals de Washington.

## Statistiques
| Saison    | Équipe                     | Ligue   |    | Saison régulière | Saison régulière | Saison régulière | Saison régulière | Saison régulière |   | Séries éliminatoires | Séries éliminatoires | Séries éliminatoires | Séries éliminatoires | Séries éliminatoires |
| Saison    | Équipe                     | Ligue   | PJ | B                | A                | Pts              | Pun              | PJ               | B | A                    | Pts                  | Pun                  |                      |                      |
| 1901-1902 | Listowel Hockey Club       | OHA Jr. | —  | —                | —                | —                | —                | —                | — | —                    | —                    | —                    |                      |                      |
| 1902-1903 | Listowel Hockey Club       | OHA Jr. | —  | —                | —                | —                | —                | —                | — | —                    | —                    | —                    |                      |                      |
| 1903-1904 | Listowel Hockey Club       | OHA     | —  | —                | —                | —                | —                | —                | — | —                    | —                    | —                    |                      |                      |
| 1905-1906 | Portage la Prairie         | MHA     | 4  | 4                | 0                | 4                | —                | —                | — | —                    | —                    | —                    |                      |                      |
| 1905-1906 | Portage Lakes Hockey Club  | LIH     | 6  | 11               | 0                | 11               | 0                | —                | — | —                    | —                    | —                    |                      |                      |
| 1906-1907 | Portage Lakes Hockey Club  | LIH     | 23 | 14               | 0                | 14               | 0                | —                | — | —                    | —                    | —                    |                      |                      |
| 1907-1908 | Sénateurs d'Ottawa         | ECAHA   | 10 | 9                | 0                | 9                | 40               | —                | — | —                    | —                    | —                    |                      |                      |
| 1908-1909 | Pittsburgh Athletic Club   | WPHL    | 3  | 0                | 0                | 0                | —                | —                | — | —                    | —                    | —                    |                      |                      |
| 1909      | Sénateurs d'Ottawa         | ECAHA   | 11 | 9                | 0                | 9                | 28               | —                | — | —                    | —                    | —                    |                      |                      |
| 1910      | Renfrew Creamery Kings     | ANH     | 13 | 9                | 4                | 13               | 24               | —                | — | —                    | —                    | —                    |                      |                      |
| 1910-1911 | Renfrew Creamery Kings     | ANH     | 16 | 12               | 0                | 12               | 21               | —                | — | —                    | —                    | —                    |                      |                      |
| 1911-1912 | Sénateurs d'Ottawa         | ANH     | 1  | 0                | 0                | 0                | 0                | —                | — | —                    | —                    | —                    |                      |                      |
| 1912-1913 | Millionnaires de Vancouver | PCHA    | 14 | 10               | 8                | 18               | 5                | —                | — | —                    | —                    | —                    |                      |                      |
| 1913-1914 | Millionnaires de Vancouver | PCHA    | 16 | 24               | 15               | 39               | 18               | —                | — | —                    | —                    | —                    |                      |                      |
| 1914-1915 | Millionnaires de Vancouver | PCHA    | 16 | 23               | 22               | 45               | 9                | 3                | 7 | 3                    | 10                   | 3                    |                      |                      |
| 1915-1916 | Millionnaires de Vancouver | PCHA    | 18 | 22               | 13               | 35               | 9                | —                | — | —                    | —                    | —                    |                      |                      |
| 1916-1917 | Millionnaires de Vancouver | PCHA    | 12 | 14               | 15               | 29               | 12               | —                | — | —                    | —                    | —                    |                      |                      |
| 1917-1918 | Millionnaires de Vancouver | PCHA    | 18 | 32               | 11               | 43               | 0                | 7                | 9 | 2                    | 11                   | 15                   |                      |                      |
| 1919      | Millionnaires de Vancouver | PCHA    | 20 | 23               | 13               | 36               | 12               | 2                | 1 | 0                    | 1                    | 0                    |                      |                      |
| 1919-1920 | Millionnaires de Vancouver | PCHA    | 10 | 6                | 6                | 12               | 0                | 1                | 0 | 0                    | 0                    | 0                    |                      |                      |
| 1920-1921 | Millionnaires de Vancouver | PCHA    | 6  | 5                | 1                | 6                | 0                | 3                | 0 | 1                    | 1                    | 0                    |                      |                      |
| 1922-1923 | Maroons de Vancouver       | PCHA    | 1  | 0                | 0                | 0                | 0                | —                | — | —                    | —                    | —                    |                      |                      |

## Trophées et honneurs personnels

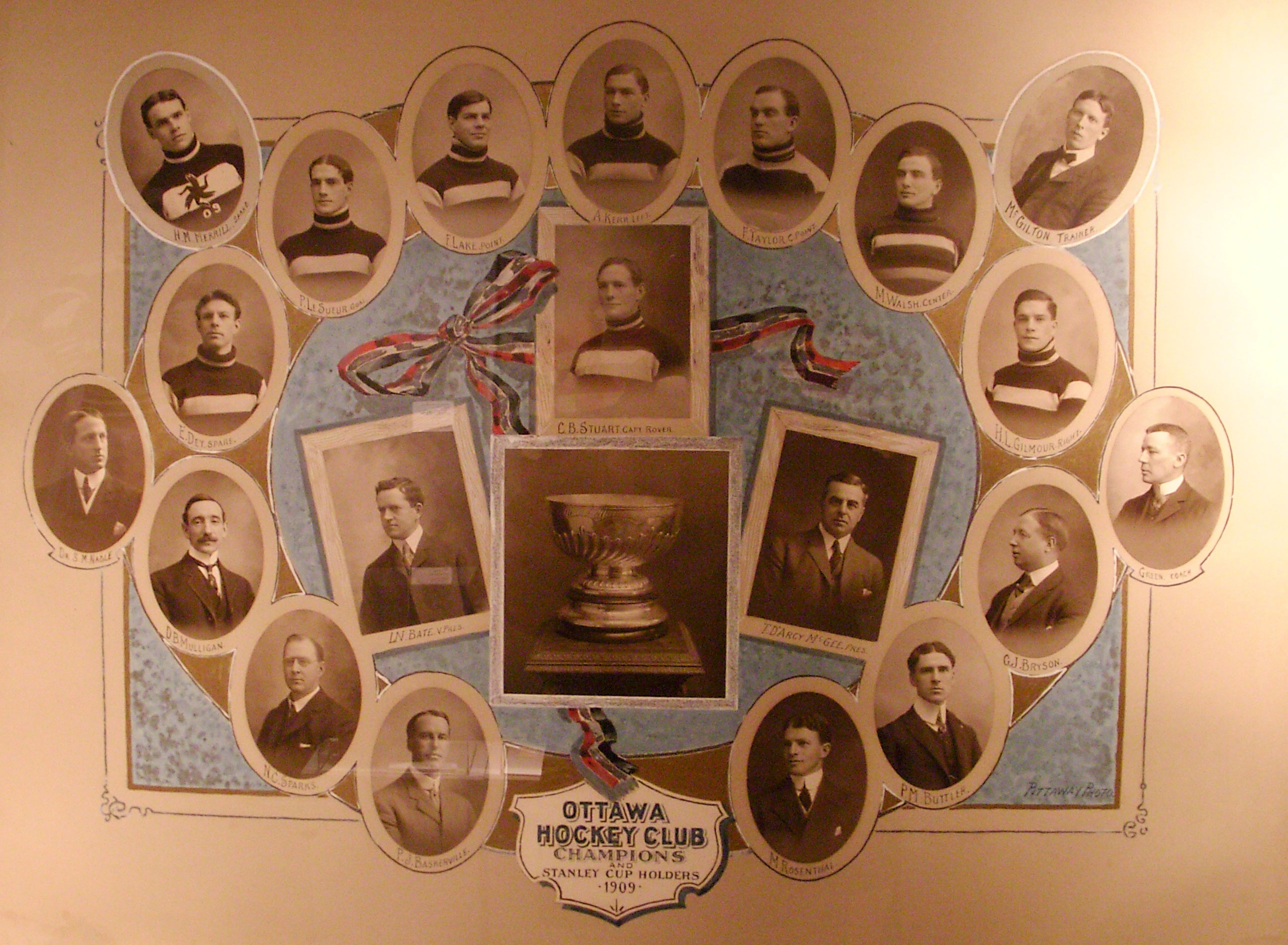
Les Sénateurs d'Ottawa, champions 1909 de la Coupe Stanley. Taylor est sur la rangée du haut, deux positions à gauche de l'homme en costume.

- 1905 – sélectionné dans l'équipe d'étoiles de la Ligue internationale de hockey
- 1905 et 1906 – champion de la LIH avec le Portage Lakes Hockey Club
- 1909
  - champion de l'ECAHA
  - champion de la Coupe Stanley
- 1913-14 – meilleur buteur de la PCHA avec vingt-quatre buts
- 1914-15
  - meilleur buteur de la PCHA avec vingt-trois buts
  - champion de la PCHA
  - champion de la Coupe Stanley
- 1915-16 – meilleur buteur de la PCHA avec vingt-deux buts
- 1917-18 – meilleur buteur de la PCHA avec trente-deux buts
- 1919 – meilleur buteur de la PCHA avec vingt-trois buts
- 1946 – reconnu membre de l'Ordre de l'Empire britannique
- 1947 – admis au Temple de la renommée du hockey
- 1966 – admis au British Columbia Sports Hall of Fame